# ماكسيميليانو فيلا
ماكسيميليانو فيلا (بالإسبانية: Maximiliano Villa)‏ هو لاعب كرة قدم أوروغواياني في مركز الدفاع، ولد في 3 مارس 1997 في مونتفيدو في الأوروغواي. لعب مع ناسيونال مونتيفيديو.

## وصلات خارجية
- ماكسيميليانو فيلا على موقع قاعدة بيانات كرة القدم.إي يو (الإنجليزية)
- ماكسيميليانو فيلا على موقع Soccerway.com (الإنجليزية)